# سکهیکی مندی
سکهیکی مندی (به انگلیسی: Sukheke Mandi) یک شهر در پاکستان است که در پنجاب واقع شده‌است. سکهیکی مندی ۵۰٬۰۰۰ نفر جمعیت دارد.